# Säviänvirta kanal
Säviänvirta kanal eller Säviä kanal (fi. Säviänvirran kanava eller Säviän kanava) är en 520 meter slusslös kanal mellan sjöarna Pielavesi och Nilakka i Pielavesi kommun i Norra Savolax. 
Den gamla Säviä kanal byggdes 1892–1893. När farleden förbättrades på 1970-talet valde man att muddra strömmen söder om den gamla kanalen. Den nya farleden kallas oftast Säviänvirta kanal. Den gamla kanalen finns kvar.